# Баррон, Уильям Уоллес
Уильям Уоллес Баррон (англ. William Wallace Barron; 8 декабря 1911, Элкинс, Западная Виргиния — 12 ноября 2002, Шарлотт, Северная Каролина) — американский государственный и политический деятель. Являлся членом Демократической партии и работал губернатором штата Западная Виргиния с 1961 по 1965 год.

## Биография
Родился в Элкинсе, штат Западная Виргиния. Учился в Университете Вашингтона и Ли, а также на юридическом факультете Университета Западной Виргинии. Во время Второй мировой войны служил в армии США. В 1949 году был избран мэром Элкинса. В 1950 год стал членом Палаты делегатов Западной Виргинии и был переизбран в 1952 году. Затем губернатор Уильям Кейси Марленд назначил его комиссаром по контролю за оборотом спиртных напитков. В 1956 году был назначен на должность генерального прокурора Западной Виргинии.
В 1960 году был избран губернатором Западной Виргинии и продолжил реформы, чистку правительства и политику соблюдения гражданских прав, которые были начаты его предшественником Сесилом Андервудом.
30 августа 1968 года был оправдан по федеральным обвинениям, касающимся предполагаемых денежных откатов и мошеннических схем государственных контрактов, в которых он и несколько его сообщников были замешаны. Однако позже выяснилось, что Уильям Баррон и его жена подкупили старшину присяжных. Был признан виновным и приговорён к 25 годам лишения свободы, хотя затем этот срок был сокращен до 12 лет. В итоге отбыл четыре года своего срока и был освобожден.
Скончался 12 ноября 2002 года в Шарлотте, Северная Каролина.